# 王齊麟
王 齊麟（おう さいりん、ワン・チーリン、英語: Wang Chi-lin、1995年1月18日 - ）は、中華民国出身のチャイニーズタイペイ男子バドミントン代表選手。2020年東京オリンピック、2024年パリオリンピック男子ダブルス金メダリスト。オリンピックバドミントン男子ダブルス史上初の連覇を果たした。

## 経歴
2018年まで9歳年上の陳宏麟とペアを組んでいた。台北オープン優勝や、世界選手権銅メダルなどの成績を残し、世界ランク最高位は4位まで上り詰めた。
ペアの陳宏麟が現役を引退したことによって、2019年からは同い年の李洋とペアを組む。インド・オープンや、韓国マスターズを優勝し、年内に世界ランクを7位まで底上げした。

### オリンピック優勝
2021年、東京オリンピックに男子ダブルスで出場。ノーシードで決勝まで進み、決勝で中国の李俊慧 / 劉雨辰ペアを破り、見事金メダルを獲得。台湾人として初めてバドミントンダブルスのオリンピック金メダルを獲得した。